# George Helmy
George Samir Helmy (Jersey City, 27 ottobre 1979) è un politico statunitense, senatore per lo stato del New Jersey dal 9 settembre all'8 dicembre 2024.

## Biografia
Helmy è nato a Jersey City, nel New Jersey, ed è cresciuto a Glen Ridge, sempre nel New Jersey. Ha giocato nelle squadre di basket e calcio della Glen Ridge High School. Ha conseguito una laurea in psicologia presso la Rutgers University e un master in finanza e gestione presso la Harvard Extension School. Helmy è copto-americano.

### Carriera professionale e politica
Helmy ha lavorato per UPS come responsabile delle operazioni aziendali dal 2001 al 2013 e come assistente del personale e sostenitore del senatore Frank Lautenberg dal 2012 al 2013. Ha poi servito come vicedirettore e successivamente direttore di stato per il senatore Cory Booker prima di essere assunto come capo dello staff del Governatore del New Jersey Phil Murphy nel gennaio 2019. Si è dimesso nell'ottobre 2021 per unirsi alla campagna di rielezione di Phil Murphy prima di riassumere lo stesso ruolo 18 giorni dopo, dopo le elezioni, vinte da Murphy. Dopo l’esperienza statale, Helmy ha ricoperto l’incarico di Vicepresidente esecutivo in RWJBarnabasHealth e ha servito come commissario all’autorità portuale dello Stato di New York e del New Jersey.

### Senatore degli Stati Uniti d’America per il New Jersey (2024)
Il 16 agosto 2024, il Governatore del New Jersey Phil Murphy dichiara di aver scelto Helmy per nominarlo senatore degli Stati Uniti d’America per il New Jersey in sostituzione di Bob Menendez, che si é dimesso per indagini a proprio carico.
Il 9 settembre, Helmy ha prestato giuramento al cospetto della Presidente pro tempore del Senato degli Stati Uniti Patty Murray e al contitolare Cory Booker.
Helmy ha rassegnato le dimissioni in data 8 dicembre 2024. Gli è succeduto il Senatore eletto nella tornata elettorale di novembre, Andy Kim, anch'egli democratico.